# Нерс, Ник
Ни́колас Дэ́вид «Ник» Нерс (англ. Nicholas David "Nick" Nurse, род. 24 июля 1967 года в Карролле, штат Айова, США) — американский баскетбольный тренер, В настоящее время является главным тренером баскетбольного клуба «Филадельфия Севенти Сиксерс», выступающего в НБА. Ранее являлся главным тренером команды НБА «Торонто Рэпторс». Победитель НБА сезона 2018/19 с «Торонто Рэпторс». После победы в НБА был назначен главным тренером мужской сборной Канады. До дебюта в качестве главного тренера команды НБА работал ассистентом Дуэйна Кейси в «Торонто Рэпторс».

## Карьера тренера

### Ранние годы
Ник Нерс родился в Карролле, штат Айова. Он сыграл 111 матчей за баскетбольную команду университета Северной Айовы с 1985 по 1989 год. Он является лидером школы по проценту трёхочковых попаданий (46,8%, 170 из 363). В его последний год в Северной Айове, Нерс был ассистентом тренера в течение сезона 1989/90. После получения степени бакалавра по бухгалтерскому учёту, Нерс работал играющим тренером команды Британской баскетбольной лиги (ББЛ) «Дерби Рэмс» в течение сезона 1990/91.
В 23 года Ник Нерс получил свою первую должность главного тренера в университете Гранд Вью и стал самым молодым тренером колледжа в стране. Он тренировал команду «Гранд Вью» в течение двух сезонов, а затем в течение двух сезонов занимал должность помощника главного тренера в университете Южной Дакоты.
Позже Нерс провел 11 сезонов, тренируя в Европе, в основном в Британской баскетбольной лиге. За это время он выиграл два чемпионата ББЛ, один с «Бирмингем Буллетс» в 1996 году и один с «Манчестер Джайантс» в 2000 году, а также возглавлял «Лондон Тауэрс» в Евролиге. Ник также выиграл награду Тренер года ББЛ в сезонах 1999/00 и 2003/04. В 1998 году Ник Нерс тренировал команду баскетбольной лиги Бельгии «Телиндус Остенде», а в 2001 и 2005 годах работал помощником тренера команды баскетбольной лиги США «Оклахома Шторм».
Он также был помощником тренера под руководством Криса Финча в сборной Великобритании с 2009 по 2012 год, в том числе на Олимпийских играх 2012 года в Лондоне, Великобритания.

### Джи-Лига НБА
В 2007 году Ник Нерс вступил в должность главного тренера «Айова Энерджи», которые готовились к своему первому сезону в лиге развития НБА (сейчас Джи-Лига НБА). В сезонах 2008/09 и 2009/10 его команда становилась победителем дивизиона. После трёх сезонов с «Айова Энерджи» Нёрс присоединился к тренерскому штабу «Айова Стэйт Сайклонс» в качестве младшего главного тренера в апреле 2010 года. Однако вскоре после этого главный тренер «Сайклонс» Грег Макдермотт покинул команду, чтобы возглавить «Крейтон Блюджейс», и Ник вернулся на прежнюю должность главного тренера «Энерджи». В сезоне лиги развития НБА 2010/11 годов Нерс получил награду «Тренер года» имени Денниса Джонсона, установив лучший результат в лиге (37—13), и в финале обыграл «Рио-Гранде Вэллей Вайперс», которых возглавил в следующем сезоне. В сезоне 2012/13, «Вайперс» финишировали с рекордом 35–15 и выиграли финал лиги развития, обыграв «Санта-Круз Уорриорз» 2—0.
За 6 сезонов тренерства в Джи-Лиге из команд Ника Нерса в НБА было вызвано 23 игрока.

### НБА
В июле 2013 года Ник Нерс устроился на должность ассистента в тренерском штабе «Торонто Рэпторс» под руководством Дуэйна Кейси. В штабе Кейси Ник был ответственным за нападение, и в сезоне 2017/18 ему доверили тактические изменения в игровом плане атаки «Рэпторс», включая увеличение количества передач и трёхочковых бросков. Улучшенное нападение помогло «Рэпторс» выиграть рекордные для франшизы 59 игр, но во втором раунде плей-офф НБА «Торонто Рэпторс» были биты «Кливленд Кавальерс» со счётом 4—0, после чего Дуэйн Кейси был уволен с поста главного тренера «Рэпторс».
14 июня 2018 года «Рэпторс» назначили Нерса на должность главного тренера. 25 мая 2019 года «Рэпторс» впервые в истории организации вышли в финал НБА 2019 года, обыграв в финале Восточной конференции «Милуоки Бакс» в шести играх. Также этот финал стал первым в истории НБА, в котором принимала участие команда, базирующаяся за пределами США. 13 июня 2019 года Ник Нерс стал первым главным тренером, выигравшим титулы как в НБА, так и в Джи-Лиге НБА, обыграв в финале «Голден Стэйт Уорриорз» со счётом 4—2, и принёс первую победу в НБА в истории «Торонто Рэпторс». Также Ник Нёрс стал девятым тренером, которому удалось выиграть титул НБА в свой первый сезон в лиге.
22 августа 2020 года Ник Нерс получил награду тренера года НБА, обойдя в голосовании Майка Буденхольцера («Милуоки Бакс») и Билли Донована («Оклахома-Сити Тандер»). Благодаря данной награде, Ник стал первым тренером в истории, получившим титул тренера года как в НБА, так и в Джи-Лиге НБА.
21 апреля 2023 года «Торонто Рэпторс» объявили об увольнении Нерса с позиции главного тренера клуба.
1 июня 2023 года стал главным тренером «Филадельфии Севенти Сиксерс».

### Международная карьера
В июне 2019 года, после победы в финале НБА, Ник Нерс подтвердил, что возглавит сборную Канады на чемпионате мира 2019, который пройдёт в Китае.

## Награды

### Командные
- Победитель НБА: 2019
- Победитель Джи-Лиги НБА (2): 2011, 2013
- Победитель ББЛ (2): 1996, 2000

### Индивидуальные
- Тренер года Джи-Лиги НБА: 2011

## Тренерский рекорд
| Команда    | Сезон   | G   | W   | L   | W–L% | Итог                        | PG | PW | PL | Результат                         |
| ---------- | ------- | --- | --- | --- | ---- | --------------------------- | -- | -- | -- | --------------------------------- |
| Рэпторс    | 2018/19 | 82  | 58  | 24  | .707 | 1 в Атлантическом дивизионе | 24 | 16 | 8  | Победа в финале                   |
| Рэпторс    | 2019/20 | 72  | 53  | 19  | .736 | 1 в Атлантическом дивизионе | 11 | 7  | 4  | Проигрыш в полуфинале конференции |
| Рэпторс    | 2020/21 | 72  | 27  | 45  | .375 | 5 в Атлантическом дивизионе | -  | -  | -  | В Плей-офф не попали              |
| Рэпторс    | 2021/22 | 82  | 48  | 34  | .585 | 3 в Атлантическом дивизионе | 6  | 2  | 4  | Проигрыш в первом раунде          |
| Рэпторс    | 2022/23 | 82  | 41  | 41  | .500 | 5 в Атлантическом дивизионе | -  | -  | -  | В Плей-офф не попали              |
| За карьеру |         | 390 | 227 | 163 | .582 |                             | 41 | 25 | 16 | 1 титул                           |

## Личная жизнь
У Ника Нерса и его жены Роберты двое сыновей. У него также есть племянник Дэвид, который ранее работал с «Бруклин Нетс», прежде чем стать персональным тренером профессиональных игроков.
В декабре 2018 года умерла мать Ника Нерса Марселла.